# Weathertech Sportscar Championship 2020
Weathertech Sportscar Championship 2020 är den sjunde säsongen av den nordamerikanska racingserien för sportvagnar och GT-bilar, United SportsCar Championship och sanktioneras av International Motor Sports Association. Säsongen omfattar 11 deltävlingar.

## Tävlingskalender
| Datum         | Bana         | Segrare DPi - Team                                            | Segrare LMP2 - Team                                 | Segrare GTLM - Team                                  | Segrare GTD - Team                                       |
| Datum         | Bana         | Segrare DPi - Förare                                          | Segrare LMP2 - Förare                               | Segrare GTLM - Förare                                | Segrare GTD – Förare                                     |
| ------------- | ------------ | ------------------------------------------------------------- | --------------------------------------------------- | ---------------------------------------------------- | -------------------------------------------------------- |
| 25-26 januari | Daytona      | Konica Minolta Cadillac                                       | DragonSpeed                                         | BMW Team RLL                                         | Paul Miller Racing                                       |
| 25-26 januari | Daytona      | Ryan Briscoe Scott Dixon Kamui Kobayashi Renger van der Zande | Colin Braun Ben Hanley Henrik Hedman Harrison Newey | John Edwards Augusto Farfus Jesse Krohn Chaz Mostert | Andrea Caldarelli Corey Lewis Bryan Sellers Madison Snow |
| 4 juli        | Daytona      | Mazda Motorsports                                             | Inga deltagare                                      | Corvette Racing                                      | AIM Vasser Sullivan                                      |
| 4 juli        | Daytona      | Jonathan Bomarito Harry Tincknell                             | Inga deltagare                                      | Antonio García Jordan Taylor                         | Jack Hawksworth Aaron Telitz                             |
| 18 juli       | Sebring      | Whelen Engineering Racing                                     | PR1/Mathiasen Motorsports                           | Corvette Racing                                      | AIM Vasser Sullivan                                      |
| 18 juli       | Sebring      | Pipo Derani Felipe Nasr                                       | Patrick Kelly Spencer Pigot                         | Oliver Gavin Tommy Milner                            | Jack Hawksworth Aaron Telitz                             |
| 2 augusti     | Road America | Acura Team Penske                                             | DragonSpeed                                         | Corvette Racing                                      | AIM Vasser Sullivan                                      |
| 2 augusti     | Road America | Hélio Castroneves Ricky Taylor                                | Ben Hanley Henrik Hedman                            | Antonio García Jordan Taylor                         | Townsend Bell Frankie Montecalvo                         |
| 22 augusti    | Virginia     | Inga deltagare                                                | Inga deltagare                                      | Corvette Racing                                      | Turner Motorsport                                        |
| 22 augusti    | Virginia     | Inga deltagare                                                | Inga deltagare                                      | Antonio García Jordan Taylor                         | Bill Auberlen Robby Foley                                |
| 5 september   | Road Atlanta | Acura Team Penske                                             | PR1/Mathiasen Motorsports                           | BMW Team RLL                                         | Meyer Shank Racing                                       |
| 5 september   | Road Atlanta | Hélio Castroneves Ricky Taylor                                | Scott Huffaker Patrick Kelly Simon Trummer          | Connor De Phillippi Bruno Spengler                   | Mario Farnbacher Matt McMurry Shinya Michimi             |
| 27 september  | Mid-Ohio     | Acura Team Penske                                             | Inga deltagare                                      | Corvette Racing                                      | AIM Vasser Sullivan                                      |
| 27 september  | Mid-Ohio     | Hélio Castroneves Ricky Taylor                                | Inga deltagare                                      | Antonio García Jordan Taylor                         | Jack Hawksworth Aaron Telitz                             |
| 9 oktober     | Charlotte    | Inga deltagare                                                | Inga deltagare                                      | Corvette Racing                                      | Turner Motorsport                                        |
| 9 oktober     | Charlotte    | Inga deltagare                                                | Inga deltagare                                      | Antonio García Jordan Taylor                         | Bill Auberlen Robby Foley                                |
| 17 oktober    | Road Atlanta | Konica Minolta Cadillac                                       | Starworks Motorsport                                | Porsche GT Team                                      | Scuderia Corsa                                           |
| 17 oktober    | Road Atlanta | Ryan Briscoe Scott Dixon Renger van der Zande                 | John Farano Mikkel Jensen Job van Uitert            | Matt Campbell Frédéric Makowiecki Nick Tandy         | Alessandro Balzan Cooper MacNeil Jeff Westphal           |
| 1 november    | Laguna Seca  | Acura Team Penske                                             | Inga deltagare                                      | Porsche GT Team                                      | Meyer Shank Racing                                       |
| 1 november    | Laguna Seca  | Hélio Castroneves Ricky Taylor                                | Inga deltagare                                      | Earl Bamber Laurens Vanthoor                         | Mario Farnbacher Matt McMurry                            |
| 14 november   | Sebring      | Mazda Motorsports                                             | PR1 Mathiasen Motorsports                           | Porsche GT Team                                      | Wright Motorsports                                       |
| 14 november   | Sebring      | Jonathan Bomarito Ryan Hunter-Reay Harry Tincknell            | Patrick Kelly Scott Huffaker Simon Trummer          | Earl Bamber Frédéric Makowiecki Nick Tandy           | Ryan Hardwick Jan Heylen Patrick Long                    |

## Slutställning
| Klass | Förare                         | Bilmärke                               |
| ----- | ------------------------------ | -------------------------------------- |
| DPi   | Hélio Castroneves Ricky Taylor | Acura Team Penske                      |
| LMP2  | Patrick Kelly                  | PR1/Mathiasen Motorsports              |
| GTLM  | Antonio García Jordan Taylor   | Corvette Racing                        |
| GTD   | Mario Farnbacher Matt McMurry  | Meyer Shank Racing with Curb Agajanian |